# 步天衢
步天衢（Bishop Henri-Joseph Bulté, S.J.，1830年11月18日—1878年11月30日），法国耶稣会士，天主教直隶东南代牧区宗座代牧。
1830年11月18日，步天衢出生于法国。1878年7月1日杜巴尔主教在华北五省大饥荒期间染疫病身亡。一年多以后，1880年3月14日，49岁的步天衢被任命为直隶东南代牧区宗座代牧。同年6月29日祝圣。
1900年夏，直隶东南代牧区遭遇了最为严峻的考验――庚子事变，674座圣堂几乎全部被毁，5万名教友中有5153名教友被杀害，还有4位神父也遭杀害，仅在景县朱家河一个村庄，就有1800余名教友遇难。10月14日，步天衢主教在庚子之乱平定后不久去世，年69岁，继任者是马泽轩主教（1901年-1919年）。